# Alfred Waud

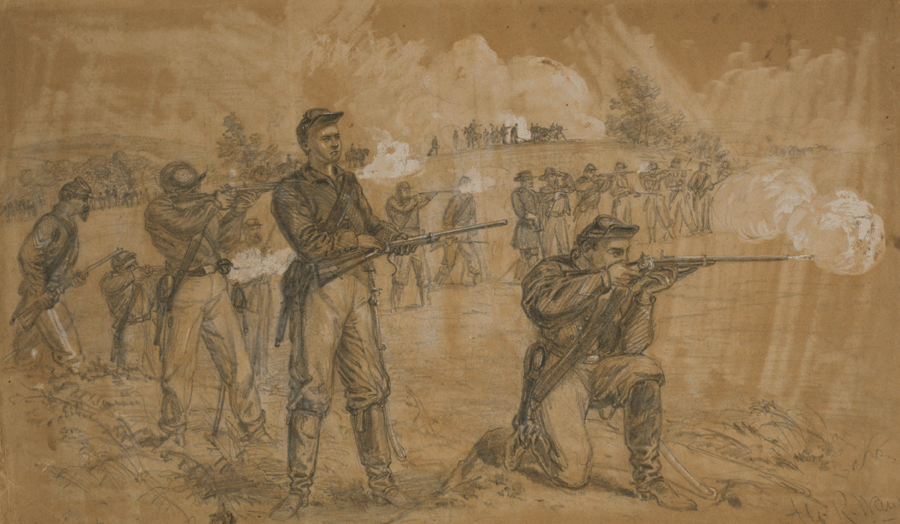
La bataille de Middleburg, le 19 juin 1863.

Alfred Rudolph Waud (wōd), né le 2 octobre 1828 à Londres en Angleterre et mort le 6 avril 1891 à Marietta (Géorgie), est un artiste et illustrateur américain. Il est connu pour les esquisses faites en tant que correspondant de guerre au cours de la guerre de Sécession.

## Biographie

### Jeunesse
En Angleterre, Alfred Waud entre à la Government School of Design à Somerset House, à Londres, avec l'intention de devenir un peintre marin. En tant qu'étudiant, il peint des décors pour les théâtres. Il a l'intention de poursuivre ce travail aux États-Unis, quand il émigre en 1850, à la recherche d'un emploi auprès du comédien et dramaturge John Brougham. Dans les années 1850, il travaille comme illustrateur pour un périodique de Boston, le Carpet-Bag, et fournit des illustrations pour des livres tels que Hunter's Panoramic Guide from Niagara to Quebec (1857).

### La guerre
La guerre civile américaine est une période au cours de laquelle toutes les images des grandes publications doivent être croquées à la main et gravées par un artiste de qualité. La photographie existe, mais il n'y a alors aucun moyen technique pour transférer une photo sur une plaque d'imprimerie. Le matériel photographique est très lourd, les plaques de verre utilisées comme support sont fragiles, et les temps d'exposition sont encore extrêmement longs et donc inadaptés aux conditions d'un champ de bataille. Un artiste tel que Waud fait des esquisses détaillées, qui sont ensuite expédiées par courrier rapide au siège du journal pour lequel il travaille. Une équipe de graveurs utilise ensuite les croquis pour créer des gravures servant lors de l'impression des pages du journal.
En 1860, Alfred Waud devient illustrateur ou « special artist » (un artiste rémunéré à temps plein) pour le New York Illustrated News. En avril 1861, ce journal assigne Waud à la couverture de l'Armée du Potomac, principale armée de l'Union en Virginie. Il illustre d'abord le général Winfield Scott à Washington, et pénètre ensuite sur les champs de bataille pour couvrir la première bataille de Bull Run, en juillet. Le mois suivant, Waud suit une expédition de l'Union sur Cap Hatteras, en Caroline du Nord et assiste à la bataille des Hatteras Inlet Batteries. Durant l'automne, il croque les activités de l'armée dans la région de « Virginia Tidewater » (côte basse de la Virginie, où se trouve en particulier le grand port de guerre de Hampton Roads). Alfred Waud rejoint ensuite le Harper's Weekly vers la fin de l'année 1861, et continue à couvrir la guerre. En 1864, son frère William Waud le rejoint au Harper's, après avoir longtemps travaillé au Frank Leslie's Weekly. Ils travaillent ainsi ensemble au cours de la Campagne de Petersburg.
Alfred Waud assiste à toutes les batailles de l'Armée du Potomac entre la première bataille de Bull Run en 1861 et le siège de Petersburg en 1865. Il est un des deux seuls artistes peintre présents à la bataille de Gettysburg. Sa représentation de la charge de Pickett est probablement le seul témoignage réalisé par un témoin oculaire.
Alfred Waud meurt en 1891 à Marietta (Géorgie) alors qu'il visite les anciens champs de bataille du Sud.

## Galerie

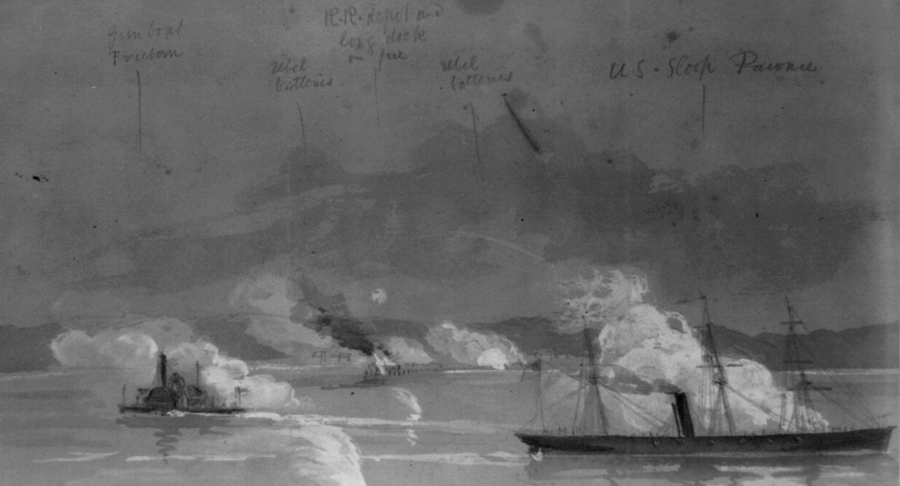
Bataille d'Aquia Creek, 29 mai  -  1er juin 1861.
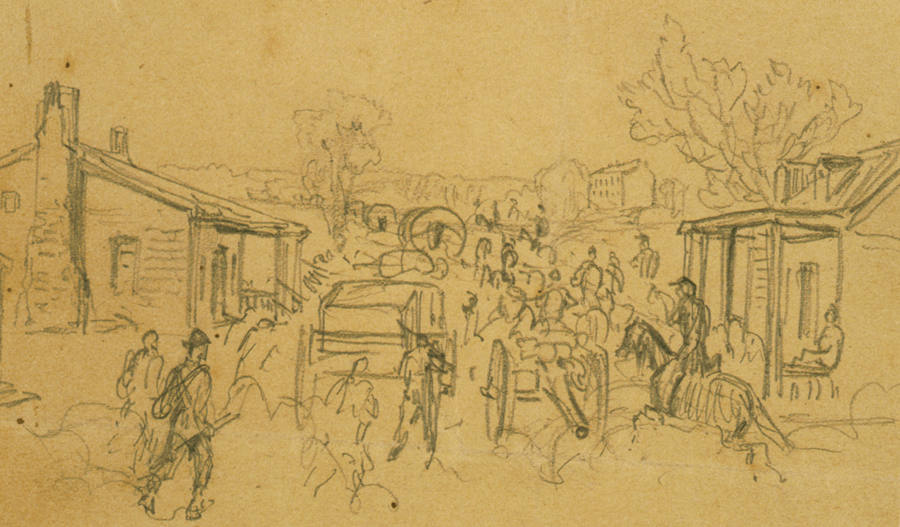
Bataille de Big Bethel,10 juin 1861.
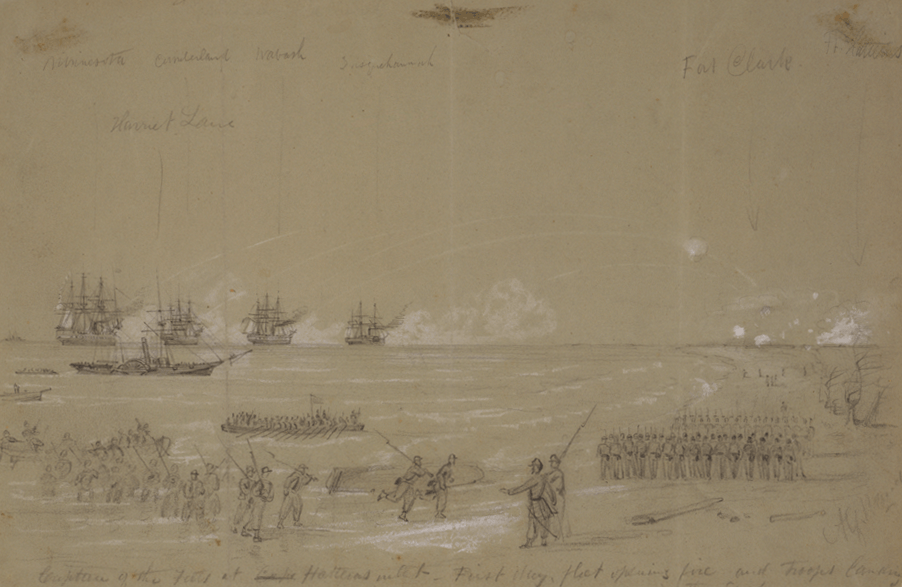
Bataille des Hatteras Inlet Batteries,28-29 août 1861.
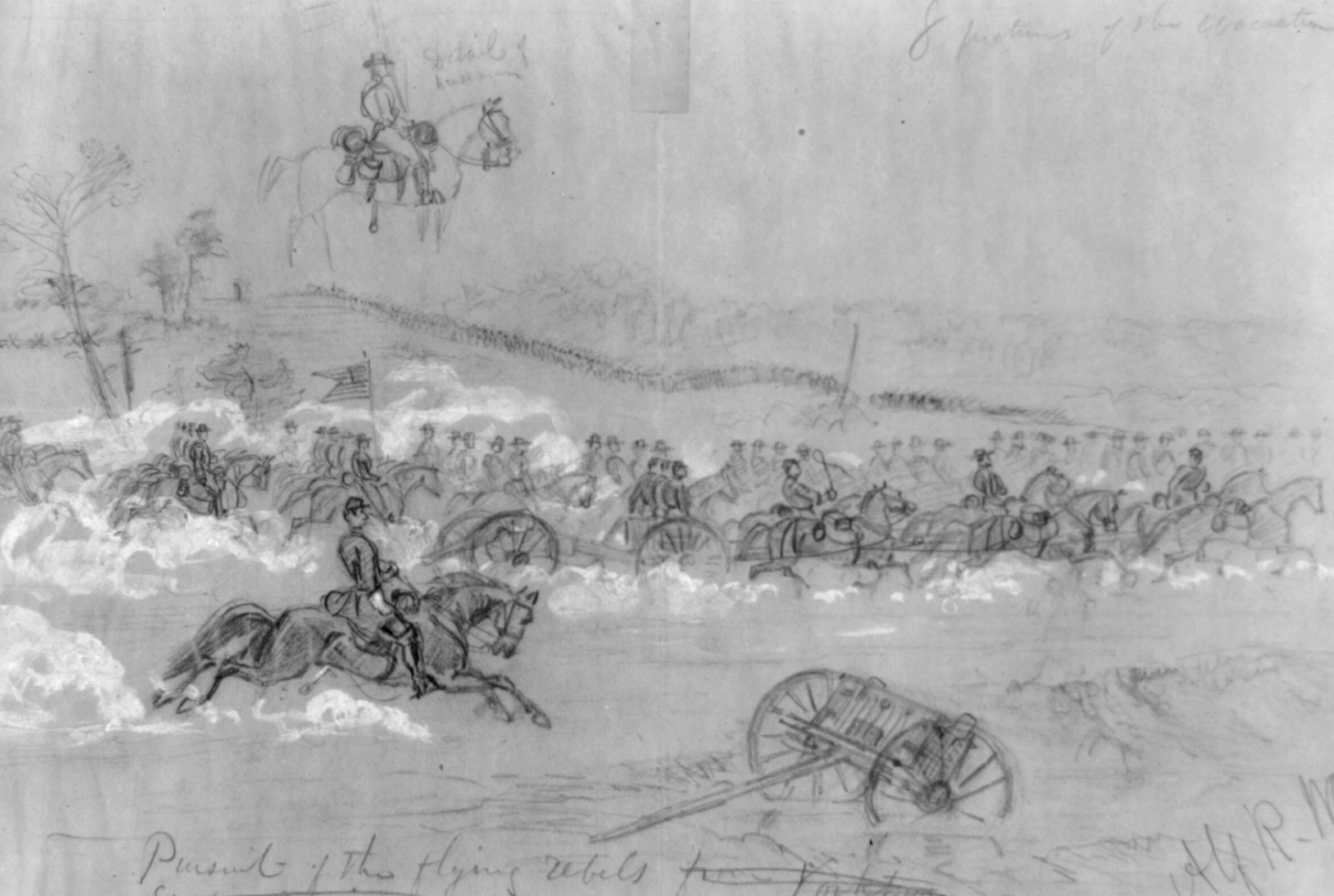
Bataille de Yorktown,5 avril au 4 mai 1862.
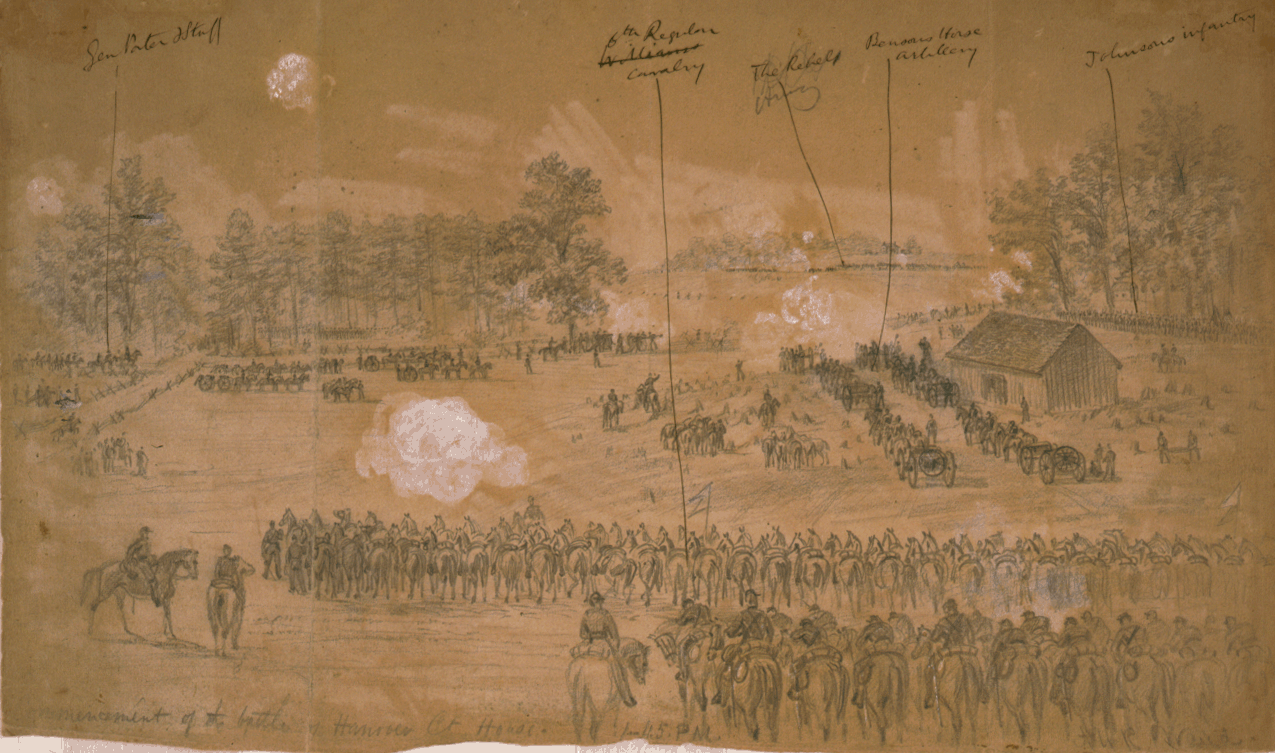
Bataille de Hanover Court House,27 mai 1862.
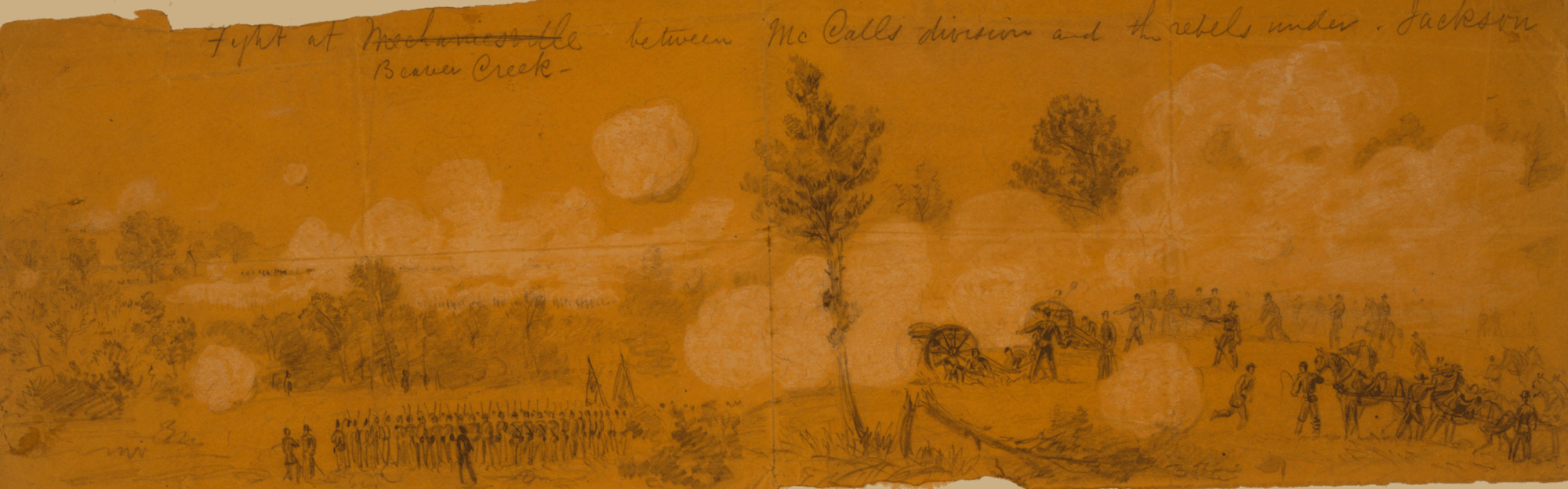
Bataille de Beaver Dam Creek,26 juin 1862.
Bataille de Gaines's Mill,27 juin 1862.
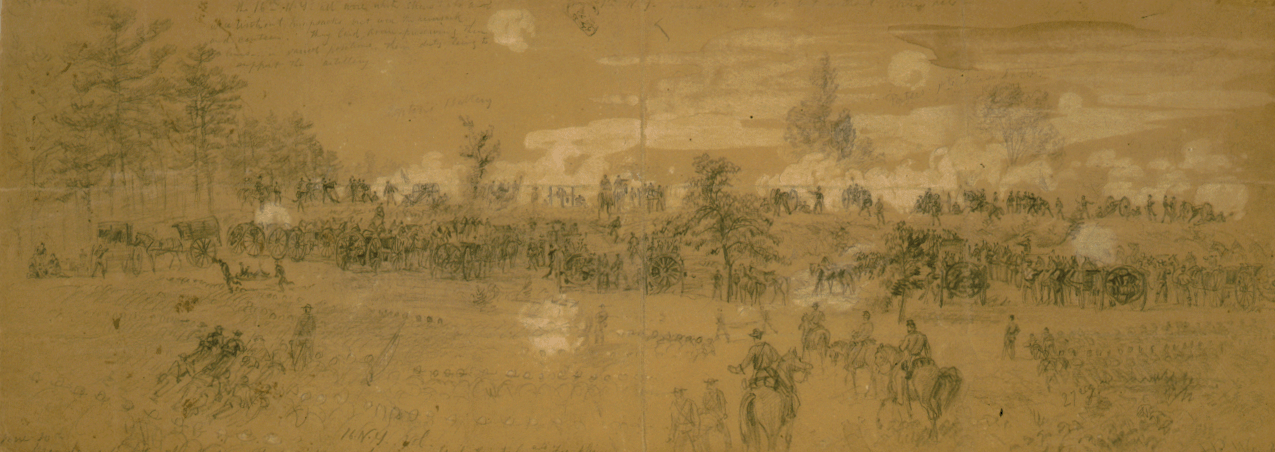
Bataille de Glendale,30 juin 1862.
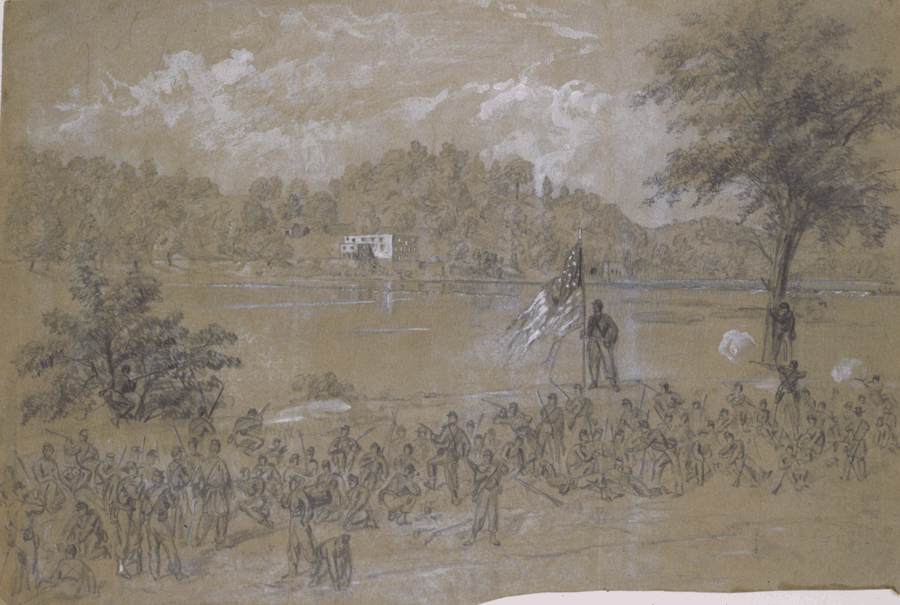
Bataille de Shepherdstown,19–20 septembre 1862.
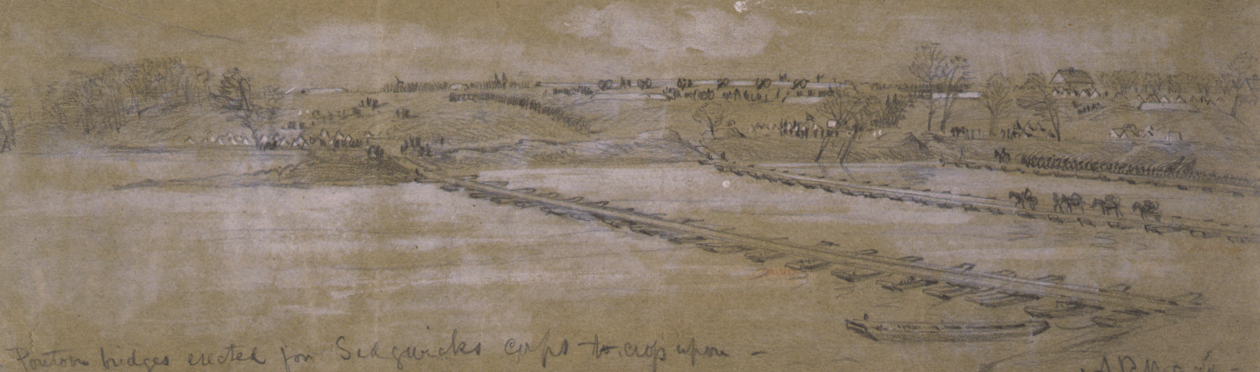
Bataille de Fredericksburg II,3 mai 1863.
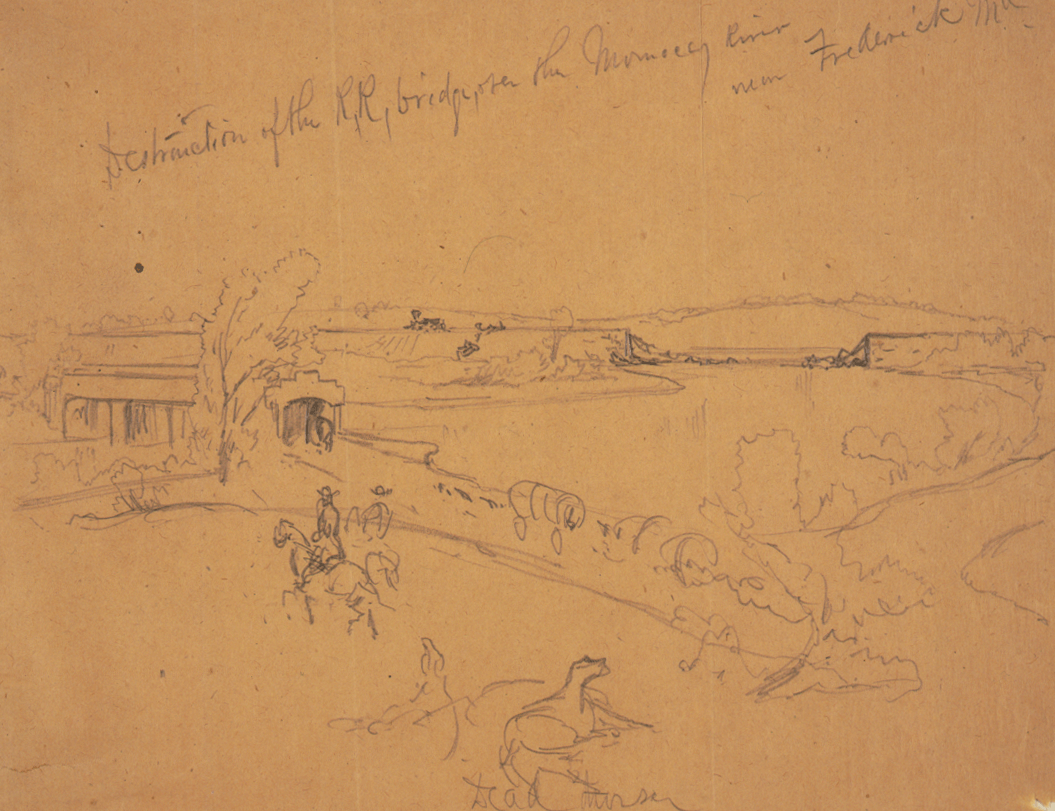
Bataille de Monocacy Junction,9 juillet 1864.
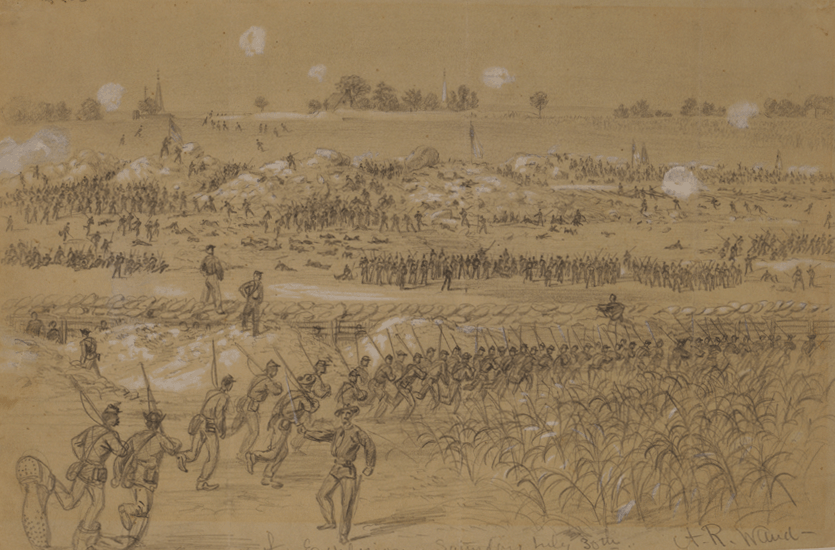
Bataille du Crater,30 juillet 1864.
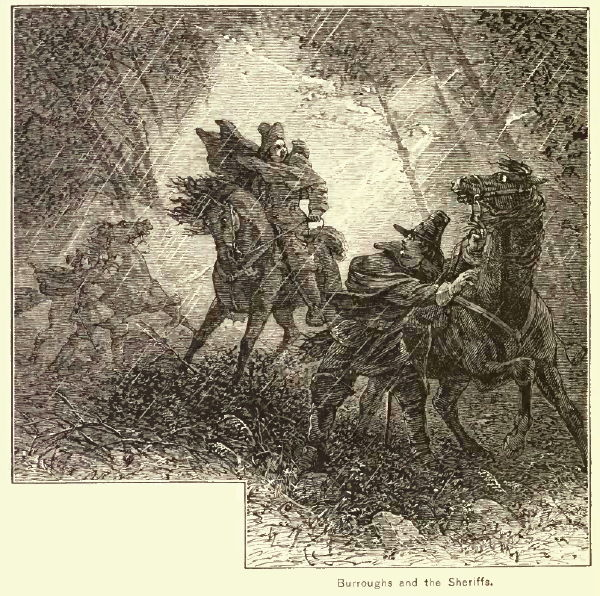
Burroughs and the Sheriffs (1878),d'après Salem witch trials,1692.